# Brion-sur-Ource
Brion-sur-Ource település Franciaországban, Côte-d’Or megyében. Lakosainak száma 216 fő (2022. január 1.). Brion-sur-Ource Thoires, Prusly-sur-Ource, Villotte-sur-Ource, Belan-sur-Ource, Bissey-la-Côte és Mosson községekkel határos.

## Népesség
A település népességének változása:
| Lakosok száma | 247  | 225  | 223  | 223  | 222  | 236  | 238  | 230  | 216  | 216  |
|               | 1968 | 1982 | 1999 | 2006 | 2012 | 2015 | 2017 | 2018 | 2020 | 2022 |